# 格蘭特鎮區 (堪薩斯州華盛頓縣)
格蘭特鎮區（英語：Grant Township）為美國堪薩斯州華盛頓縣轄下的鎮區。2010年美国人口普查中此鎮區人口有22人。

## 地理
格蘭特鎮區涵蓋總面積為93.1平方（35.96平方英里），其中陸地面積為92.9平方（35.88平方英里），水域面積為0.21平方（0.08平方英里）或0.22%。

## 人口統計
根據2010年美國人口普查，格蘭特鎮區人口有22人，其中男性有11人，女性有11人，人口密度為每平方公里0.24人，住房計15戶。鎮區內的白人有22人，非裔美國人有0人，美洲原住民有0人，亞裔美國人有0人，太平洋島裔美國人有0人，其他種族有0人，混血種族則有0人。此外鎮區內有0人為西班牙裔或拉丁裔美國人。此鎮區之年齡中位數為39.0歲，而男性年齡中位數為40.5歲，女性年齡中位數為37.5歲。

## 交通

### 主要公路
- 36號美國國道
- 22號堪薩斯州州道